# Bilten
Bilten és un municipi del cantó de Glarus (Suïssa).

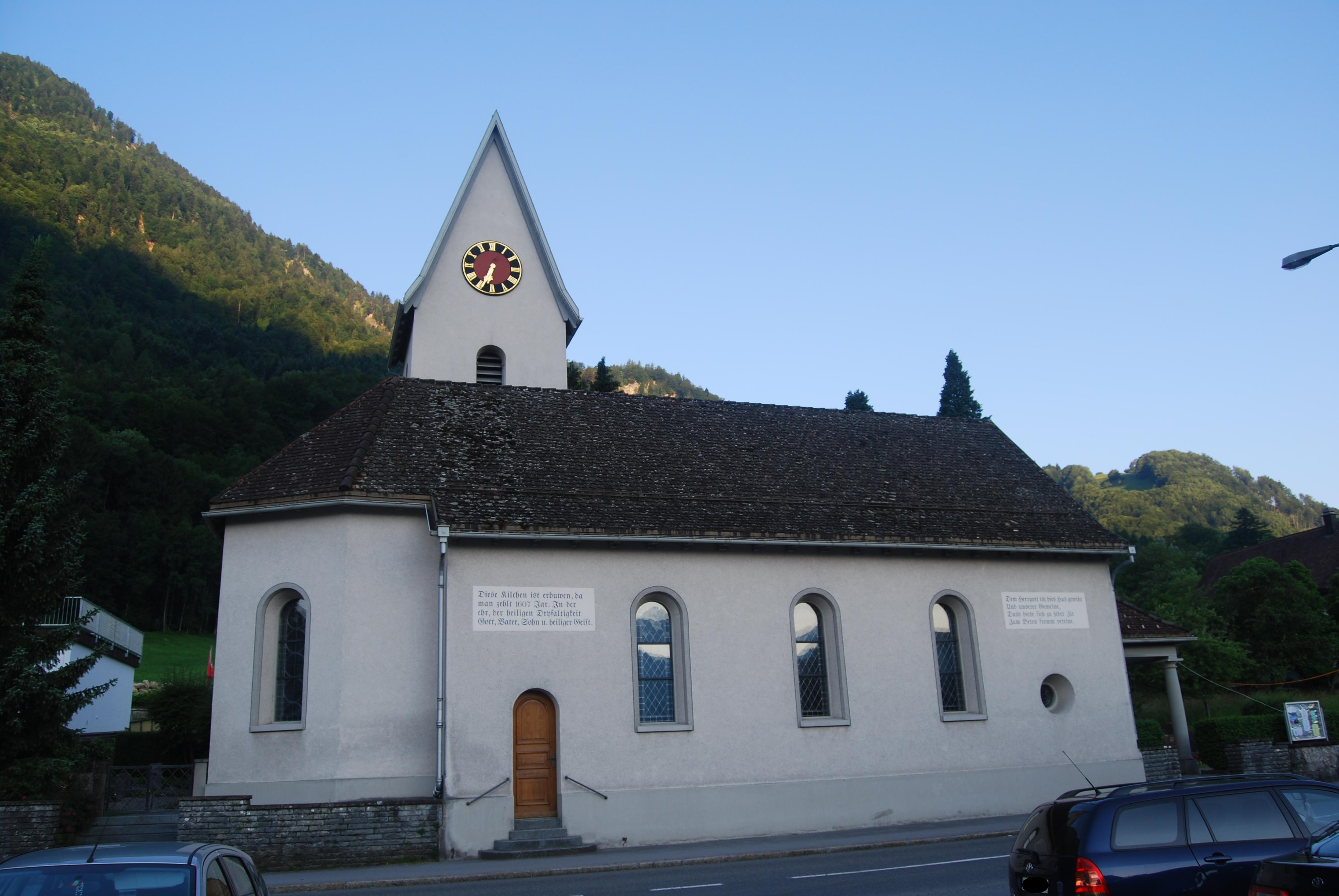
Església de Bilten